# Hongtong
Hongtong (en chino, 洪洞; pinyin, Hóngtóng) es un condado bajo la administración directa de la Prefectura Linfen  en la Provincia de Shaanxi, República Popular China.  Su área es de 1495 km² y su población total para 2010 superó los 730 mil habitantes. 

## Administración
El condado de Hongtong  se divide en 16 pueblos que se administran en 9 poblados y 7 villas.
.

## Toponimia
Según las "Crónicas de Shanxi" : Hay una antigua cueva llamada Hongya Dong (洪崖古洞 'la gran cueva') y del nombre de la cueva, se desprende el topónimo Hongtong [/Jong-tong/].
Se dice que, debido a la cercanía de este lugar con el río Fen, su nombre proviene de la descripción de las olas turbulentas; '洪' (hong) significa estruendoso, y '洞' (dong) se refiere a un flujo rápido.